# De Kift

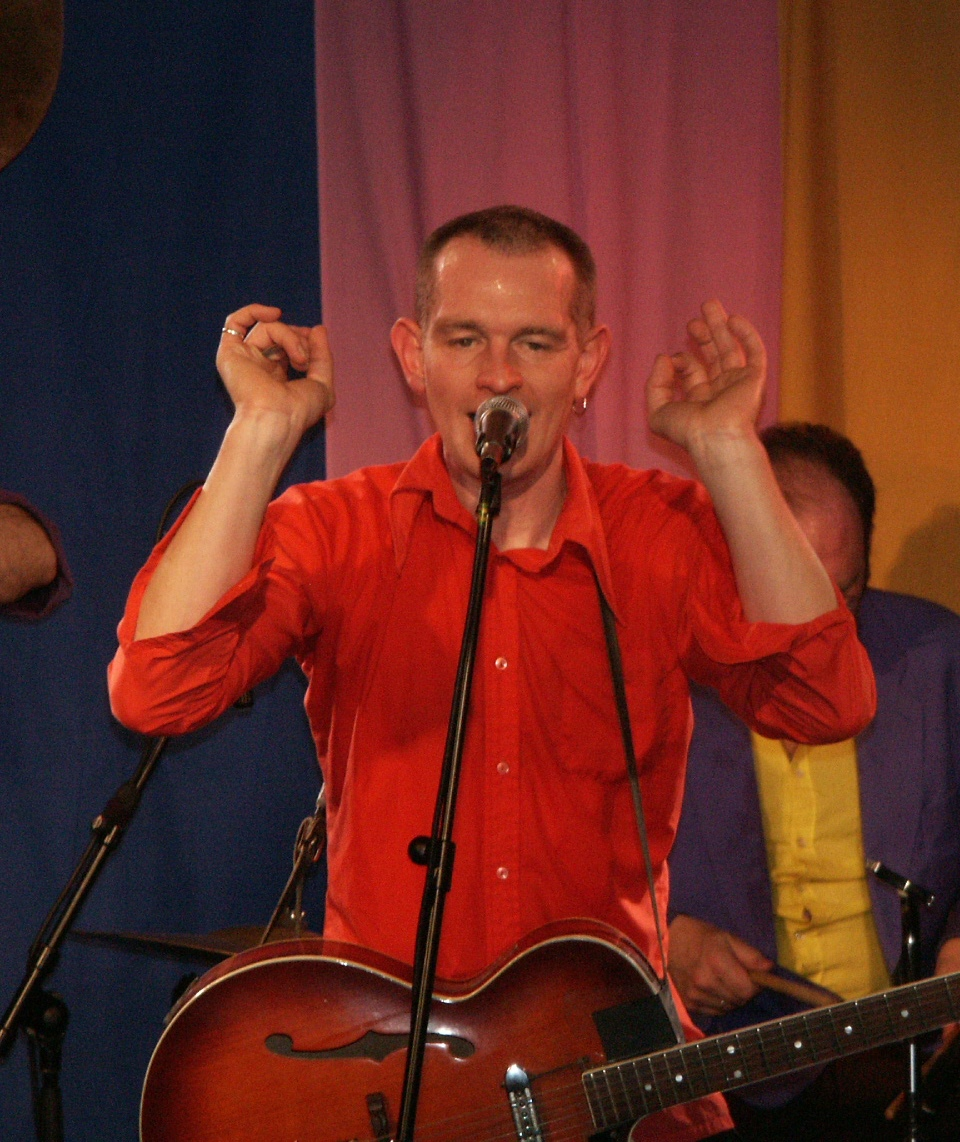
Ферри Хейн на выступлении De kift, Утрехт, в 2006 году

De Kift — голландский музыкальный ансамбль, основанный в 1988 году, на волне панк-движения, который постепенно превратился в своего рода семейную группу из нескольких поколений, музыка которой колеблется между панк-роком, поп-музыкой и фолком. Группа тесно связана с анархистской арт-панк-группой The Ex, с которой они сделали несколько совместных проектов.

## История
De Kift была основана в 1988 году гитаристом Ферри Хейном и перкуссионистом Вим тер Виле, оба из которых уже имели опыт в создании музыкальной группы, но которые хотели в этом новом проекте исполнять песни на голландском языке, а не на английском языке, как это было ранее.
После первого одноимённого сингла, выпущенного в 1988 году, в 1989 году был записан альбом Yverzucht (Ревность), с классической рок-формацией: гитара, бас, барабаны и вокал, к которым уже были добавлены труба и туба. После выхода этого альбома, вокалист и автор песен, Маартен Оудсхорн, покинул группу. Ферри Хейне заменил его, а его отец Ян (труба), молодой пенсионер, присоединился к группе. В их втором альбоме, Krankenhaus (1993), больше внимания было уделено духовым инструментам.
Далее к группе присоединился двоюродный брат Ферри Хейна, (Пим, гитара и вокал) и Матиш Хаувинк (бас) (Mathijs Houwink).
Группа выиграла ежегодную награду Zilveren Harp в 2001 году.
В 2005 году группа выпустила сборник альбомов Koper (2001) и Vlaskoorts (1999) для французской аудитории. В 2005 году вышел альбом De Kift 2005.